# Rakovská hornatina
Rakovská hornatina  je geomorfologická část podcelku Vysoké Javorníky v pohoří Javorníky. Zabírá celou severní část pohoří, podél jižního břehu řeky Kysuca.  Nejvyšším vrcholem je (910 m n. m.) vysoká Kazícka Kýčera. 

## Polohopis
Území se nachází ve východní části podcelku a zabírá severní část pohoří Javorníky. Leží na pravém (jižním) břehu Kysuce, od údolí Rovnianky na západě, po údolí Kysuce na okraji Čadce. Severní okraj vymezuje Hornokysucké podolie (podcelek Turzovské vrchoviny ) s údolím Kysuce, západním směrem pokračují Vysoké Javorníky částí Javornická hornatina a jihovýchodně navazují části Nízkých Javorníků, Javornícka brázda a Ochodnická vrchovina. Na východním okraji leží Krasňanská kotlina, podcelek Kysucké vrchoviny. 
Severovýchodní část Javorníků patří do povodí Váhu, zčásti do povodí Kysuce. Jižní oblasti odvodňují přítoky Váhu, severně orientované svahy a východní polovinu odvodňují přítoky Kysuce. Z významných vodních toků lze zmínit řeku Kysuca a potoky Dlhopoľka, Raková, Neslušanka, Rudinský potok a Rovnianka.
Východním okrajem vede důležitá silnice I / 11 ze Žiliny do Ostravy, poblíž které prochází i železniční trať . Regionální významnou je také silnice II / 541 přes Velké Rovné do Turzovky a silnice II / 487, vedoucí údolím Kysuce z Čadce na Makov, kterou kopíruje lokální železnice. 

## Chráněná území
Tato část Javorníků nepatří do Chráněné krajinné oblasti Kysuce, která se dotýká západní hranice. Zvláště chráněným územím je zde jen přírodní památka Vojtovský pramen. 

## Turismus
Severovýchodní část Javorníků patří mezi turisticky atraktivní oblasti, která je známou chatařskou a chalupářskou oblastí. Na horách postupně přibývají rozhledny, poskytující kruhové výhledy na široké okolí - např. Marťácky vrch, Kamenité či Zarúbaná Kýčera. Oblastí vedou mnohé středně náročné turistické trasy.

### Turistické trasy
- červeně značený chodník (Javornický magistrála) vede ze sedla Semeteš do Čadce
- modře značený chodník:
  - z Oščadnice na rázc. Kýčera
  - ze Zákopčie přes Vrchrieku do Kysuckého Nového Města
  - z Nesluše přes Jakubovský vrch (874 m n. m.) do Turzovky
  - ze Žiliny do Sedla pod Grapou
- zeleně značený chodník:
  - z Ochodnice přes Chotárny kopec (906 m n. m.) do Čadce
  - z Dlhého Poľa na rozcestí Nad Vrchriekou
- žlutě značený chodník:
  - z rázc. Blažková přes Zákopčie, U holých na rázc. Kýčera při Čadci
  - z Dlouhé nad Kysucou a Turzovky, Turkova k rozhledně na vrchu Kamenité (834 m n. m.)
  - z rázc. Bielovce přes Dlhé Pole a Rudinskú na rázc. Mičekovci [3]